# Matt Berkey
Matthew Jon „Matt“ Berkey (* 29. Januar 1982 in Leechburg, Pennsylvania) ist ein professioneller US-amerikanischer Pokerspieler.

## Persönliches
Berkey wuchs gemeinsam mit seinen zwei Geschwistern in seiner Geburtsstadt Leechburg auf. In seiner Kindheit ließen sich seine Eltern scheiden, aufgrund der schwierigen Familienverhältnisse zog Berkey daher im Alter von 13 Jahren zu seinen Großeltern. Er besuchte das Allegheny College und machte an der Gannon University einen Abschluss in Informatik. In seiner Freizeit betrieb er Leichtathletik und spielte Baseball. Berkey lebt in Las Vegas.

## Pokerkarriere
Berkey ist vorrangig ein Cash-Game-Spieler. Er spielte von November 2006 bis April 2011 online unter dem Nickname berkey11. Seine Turniergewinne auf den Plattformen PokerStars und Full Tilt Poker liegen bei knapp einer Million US-Dollar.
Seine erste Geldplatzierung bei einem Live-Turnier erzielte Berkey Ende Januar 2006 in Niagara Falls im US-Bundesstaat New York, wo er ein Event des Seneca World Poker Classic für sich entschied. Ende Juni 2008 war er erstmals bei der World Series of Poker (WSOP) im Rio All-Suite Hotel and Casino am Las Vegas Strip erfolgreich und kam bei einem Turnier der Variante No Limit Hold’em ins Geld. Bei der WSOP 2010 erreichte er im Main Event den siebten Turniertag und erhielt für seinen 43. Platz ein Preisgeld von über 200.000 US-Dollar. Im Juni 2011 saß er erstmals an einem WSOP-Finaltisch und wurde bei einem Hold’em-Event mit 2500 US-Dollar Buy-in Sechster für rund 120.000 US-Dollar. Bei der WSOP 2013 erreichte Berkey zwei Finaltische und sicherte sich mit insgesamt sechs Cashes rund 470.000 US-Dollar. Im Dezember 2015 gewann er das Aria High Roller im Aria Resort & Casino am Las Vegas Strip mit einer Siegprämie von mehr als 300.000 US-Dollar. Anfang Mai 2016 spielte Berkey den Super High Roller Bowl mit einem Buy-in von 300.000 US-Dollar. Dort belegte er den fünften Platz und erhielt sein bisher höchstes Preisgeld von 1,1 Millionen US-Dollar. Mitte Juli 2017 wurde Berkey beim Little One for One Drop der WSOP Dritter und sicherte sich knapp 250.000 US-Dollar. Im August 2017 belegte er bei der Seminole Hard Rock Poker Open Championship ebenfalls den dritten Platz und erhielt knapp 350.000 US-Dollar.
Insgesamt hat sich Berkey mit Poker bei Live-Turnieren mehr als 4,5 Millionen US-Dollar erspielt. Sein Podcast „Only Friends Podcast“, der er mit anderen Pokerspielern betreibt, wurde Anfang März 2023 als bester Poker-Podcast mit einem Global Poker Award ausgezeichnet.